# Liza Lim
Liza Lim (en chinois Lin Ruiling 林瑞玲) est née le 30 août 1966 à Perth, en Australie. Elle est compositrice, enseignante et chercheuse.
Lim compose de la musique pour orchestre, de la musique de chambre et de la musique vocale. Elle a aussi collaboré avec des artistes sur des projets d'installations sonores. Son œuvre s'inspire de la culture asiatique et australienne notamment de l'art des Aborigènes d'Australie.

## Enfance et éducation
Liza Lim est née de parents chinois. À l'âge de 11 ans, ses professeurs l'encouragent à passer du piano et violon à la composition. Lim obtient un bachelor of Arts au Victorian College of the Arts de Melbourne (1986), un master de musique de l'université de Melbourne (1996) et un doctorat de l'université du Queensland (le titre de Doctor of Philosophy à Queensland peut être décerné dans un grand nombre de spécialités, pas seulement la philosophie). Elle étudie la composition à Melbourne avec Richard David Hames, Riccardo Formosa et à Amsterdam avec Ton de Leeuw.

## Carrière
En 1991, Lim est chargée de cours en composition à l'université de Melbourne. Elle est invitée à donner des conférences dans plusieurs universités aux États-Unis, en Australie, et en France au festival Agora de l'Ircam. En 1998, elle enseigne à Darmstadt. En 2005, Lim est compositrice en résidence de l'orchestre symphonique de Sydney pour deux ans. Parrainée par le Deutscher Akademischer Austauschdienst, elle a passé un an en 2007-2008 en résidence à Berlin. En 2008, Liza Lim est professeur de composition et directrice du CeReNeM (Centre for Research in New Music) de l'université de Huddersfield, en Grande-Bretagne. En 2017, Lim est nommée professeur de composition au Conservatoire de musique de Sydney. Elle dirige un programme destiné aux étudiantes du Conservatoire pour développer leurs talents de compositrice.

## Compositions musicales
Lim compose pour l'Ensemble InterContemporain, l'Ensemble Modern (qui lui commande plusieurs pièces à partir de 1992) et l'orchestre symphonique de la BBC.
Elle crée pour l'Orchestre philharmonique de Los Angeles en 2004 une œuvre pour orchestre Ecstatic Architecture, pour la saison inaugurale du Walt Disney Concert Hall, interprétée sous la direction de Esa-Pekka Salonen.
L'œuvre The Compass pour flûte, didgeridoo et grand orchestre a été créée en 2006 et produite à l'Opéra de Sydney.
L'opéra The Navigator a été créé en 2008 sur commande du Brisbane Festival, du Melbourne International Arts Festival et de l'Elision ensemble. Cet opéra est inspiré par Tristan et Iseut sur un livret de Patricia Sykes.
En 2016, l'Opéra de Cologne et l'ensemble musikFabrik commandent Tree of Codes, opéra pour solistes, instrumentistes et électronique créé au Staatenhaus de Cologne. Le livret de Liza Lim est inspiré de Tree of Codes de Jonathan Safran Foer et Street of Crocodiles de Bruno Schulz.
Les œuvres de Liza Lim sont éditées par Ricordi.
Son œuvre est interprétée dans des festivals tels que le Festival d'automne à Paris, le MaerzMusik Berliner Festspiele, la Biennale de Venise ou le Festival de musique contemporaine d'Huddersfield.

## Œuvres choisies

### Musique vocale et instrumentale
- 1989 Voodoo Child pour soprano et ensemble
- 1991–1993 The Oresteia. A Memory Theatre, opéra
- 1993 Li Shang Yin pour soprano et ensemble
- 1991–1999 Yuè Lìng Jié (Fête de la lune), opéra de rue rituel chinois, livret de Beth Yahp
- 2004-2005 The Quickening pour soprano et qin[13], commande du Festival d'Automne à Paris[14]
- 2005 Mother Tongue pour soprano et ensemble, poèmes de Patricia Sykes[15]
- 2007 Sensorium pour soprano et ensemble
- 2008 The Navigator, opéra pour 5 chanteurs, 16 instruments et électronique, livret de Patricia Sykes
- 2010-2011, Tongue of the Invisible, une œuvre pour pianiste improvisateur, baryton et 16 musiciens

### Musique électronique
- 1994-1995 Bar-do'i-thos-grol, installation de 7 nuits basée sur le Livre tibétain des morts, artiste Domenico de Clario

### Œuvres d'orchestre
- 1994–1995 Sri-Vidya, Utterances of Adoration pour chœur et orchestre
- 1996 The Alchemical Wedding pour orchestre (22 instruments)
- 2001–02 Ecstatic Architecture, commandé pour la saison inaugurale au Walt Disney Concert Hall
- 2004 Immer Fliessender (Ever Flowing), A companion-piece for Mahler's Ninth Symphony
- 2005 Flying Banner, Fanfare pour orchestre, d'après Wang To
- 2005–2006 The Compass pour orchestre avec solistes de flûte et de didgeridoo
- 2010 Pearl, Ochre, Hair String pour orchestre
- 2010 The Guest pour orchestre et flûte à bec

### Musique d'ensemble
- 1988–89 Garden of Earthly Desire
- 1990 Diabolical Birds
- 1995 Street of Crocodiles
- 1999 Veil
- 2001 Machine for Contacting the Dead pour clarinette basse et contrebasse, violoncelle et ensemble
- 2005 Songs Found in Dream
- 2006 Shimmer Songs
- 2006 City of Falling Angels
- 2014 Winding Bodies: 3 Knots

### Musique de chambre
- 1996 Inguz (Fertility) pour clarinette en la, violoncelle
- 1997 The Heart's Ear pour flûte, clarinette et quatuor à cordes
- 2004 In the Shadow's Light pour quatuor à cordes, commande du Festival d'automne à Paris pour le Kairos Quartett
- 2008 Ochred Corde pour hautbois, alto, violoncelle, contrebasse
- 2013-2014 The Weaver's Knot pour quatuor à cordes

### Œuvres solo
- 1992  Amulet pour alto
- 1997 Philtre pour violon ou hardanger fiddle solo
- 1999 Sonorous Bodies pour koto et voix solo, en collaboration avec l'artiste Judith Wright
- 2005 Glass House Mountains, installation avec l'artiste Judy Watson
- 2007 Wild Winged One pour trompette solo
- 2007 Weaver of Fictions pour flûte à bec alto Ganassi
- 2007 The Long Forgetting pour flûte à bec ténor Ganassi
- 2008 Well of Dreams pour trombone alto
- 2008 Sonorous Body pour clarinette
- 2011 Love Letter pièce carte postale pour tambour à main, partition téléchargeable sur le site de la compositrice

## Récompenses et nominations
- 1996 Young Australian Creative Fellowship
- 2002 Prix APRA[16] de musique classique (meilleure composition)[17]
- 2004 Prix Paul Lowin pour Ecstatic Architecture[18]
- 2017 APRA-AMCOS Art Music Awards[19]
- 2018 Australia Council Don Banks Music Award[20]